# Ninjatitan
Ninjatitan (лат.) — род растительноядных завроподных динозавров из группы титанозавров, живших на территории современной Аргентины в раннем мелу (145—132,9 млн лет назад). Представлен единственным видом — Ninjatitan zapatai.

## История
Первые находки окаменелостей (изолированная лопатка) были сделаны в 2014 году Джонотаном Арокой (Jonatan Aroca) в провинции Неукен на севере Аргентины. Окончательно посткраниальный скелет завропода был раскопан к 2015 году. Кости скелета были очищены и подготовлены в музее Вилла-Чокон (Villa Chócon). Типовой вид назвали и описали в 2021 году Пабло Ариэль Галлина, Хуан Игнасио Канале и Хосе Луис Карбаллидо.
Голотип был найден в слоях геологической формации Бахада-Колорада, которая относится к берриасу—валанжину. Помимо лопатки, он включает три хвостовых позвонка, неполные части бедренной и малоберцовой костей.

## Описание
Название рода образовано от прозвища аргентинского палеонтолога Себастьяна Апестигуа (Sebastian Apesteguia) «El Ninja» и др.-греч. τιτάν — «гигант». Видовое название дано в честь таксидермиста Рохелио Запаты (Rogelio Zapata).
Длина тела Ninjatitan zapatai оценивается в двадцать метров. Строение костей динозавра демонстрирует черты представителей группы титанозавров. Передние хвостовые позвонки спереди полые. Верхний край акромиона лопатки находится на уровне плечевого сустава.
Ninjatitan zapatai является самым древним известным представителем группы титанозавров. До его описания считалось, что титанозавры появились около 120 миллионов лет назад. Таким образом Ninjatitan отодвигает дату появления группы примерно на двадцать миллионов лет. Это также является подтверждением гипотезы о том, что данная группа динозавров возникла на континенте Гондвана.